# 有关中国的圣训
圣训是伊斯兰教先知穆罕默德传教、立教的言行记录。其中，提及“中国”的圣训较为罕见，仅有一句“学问虽远在中国，亦当求之。”广为流传。关于该段圣训的真伪、等级问题在古今中外曾引起争论，除质疑真伪的意见外，大部分圣训学家均认为该圣训为羸弱圣训，但阿曼苏丹国宗教基金与宗教事务部2013年出版的《莱比尔圣训集》注释本对该段圣训属于一级圣训进行了肯定；在第651页，标明了在其他4位圣训学家辑录的圣训集中的出处，以及艾布·团伊布、伊玛目·努伦丁·萨利米、古图布·艾因麦和伊玛目·艾哈麦德·哈利利对此段圣训的评述。

## 出处
这段圣训辑录在《莱比尔圣训集》（版本为《伊玛目·莱比尔·本·哈比布·法拉希迪穆斯奈德圣训集》，阿曼苏丹国宗教基金与宗教事务部出版，2011年第1版第11页）第4章“论知识、求知及其价值”第1段（按照该圣训集“圣训”的顺序排列为第19段，注释本在第18段），原文的中文译文为：
“莱比尔·本·哈比布说：艾布·欧拜德自扎比尔·本·宰德从艾奈斯·伊本·马利克自先知传述，先知（愿主福安之）说：‘学问虽远在中国，亦当求之’。”
该段圣训还收录在《白海基圣训集》第1663段、欧盖里、伊本·阿布杜·班尔等圣训集中。

## 流传
该句圣训常被中国政府官员作为同阿拉伯国家或穆斯林国家交流使用的外交引用语。此外，根据已故白寿彝教授的说法，该句圣训在巴基斯坦也广为流传。

## 圣训原文及其他语言译文
- 阿拉伯语：‎
- 馬來語：[5]